# Real-life test
De real-life test, ook wel real-life (experience) fase genoemd, is onderdeel van de genderbevestigende zorg en de periode waarin een transseksueel persoon die (nog) geen genderbevestigende operatie heeft gehad getest wordt op de bestendigheid van de wens om het lichamelijk geslacht aan te laten passen en de mogelijkheid de gewenste genderrol vorm te kunnen geven. In Nederland kunnen patiënten die een transitietraject doorlopen via de genderkliniek vaak gelijktijdig starten met hormoontherapie. Genderklinieken in zowel Nederland als België werken met het zogeheten Dutch protocol, een richtlijn waarin de werkwijze staat uitgelegd. (Zorgverleners kunnen en mogen afwijken van een medisch protocol).
Het gaat bij deze 'test' dus om de verandering van genderrol, kleding, vaak ook werk- en woonplek, familie- en vriendenkring, maatschappelijke positie, relaties, wettelijke status (in feite tussen de wettelijk erkende geslachtelijke entiteiten in) en psychische veranderingen. Deze veranderingen vinden plaats naast de lichamelijke veranderingen als gevolg van het gebruik van geslachtshormonen van het gewenste geslacht en verdere medische ingrepen, in geval van vrouw-naar-man transseksualiteit de operaties ter verwijdering van de uiterlijke geslachtskenmerken en de baarmoeder en eileiders, in geval van man-naar-vrouwtransseksualiteit de epilatie van de beharing van het gelaat en eventuele logopedie om de stem een octaaf hoger te krijgen en de intonatie te veranderen.
Uit diverse onderzoeken blijkt dat de real-life test succesvoller verloopt indien de testpersoon over een dragend stabiel sociaal netwerk beschikt. Sinds een aantal jaren geleden wordt daarom aan de testpersoon gevraagd een voor de persoon belangrijk sociaal contact te betrekken in de therapie.

## Zonder geslachtsoperatie
Niet allen die aan de test beginnen besluiten uiteindelijk een operatie die de geslachtsdelen verandert te ondergaan. Een groeiend aantal besluit het bij de hormonale therapie te houden.
Vanwege het grote aantal mensen dat kiest voor slechts hormonale behandeling, wordt sinds 2000 door de medische behandelaars de keuze hiervoor niet langer ontkend, alhoewel de behandelprotocollen nog niet herschreven zijn.